# 新伊萬尼夫卡 (赫梅利尼次基區)
49°41′33″N 26°22′42″E / 49.69250°N 26.37833°E
新伊萬尼夫卡（烏克蘭語：Новоіванівка）是位於烏克蘭西部的村莊，由赫梅利尼茨基州裡赫梅利尼茨基區的泰奧菲波爾市鎮負責管轄。該村處於斯盧奇河畔，始建於1793年，海拔高度311米，2001年人口160。